# 오쿠니 사네요리
오쿠니 사네요리(大国実頼)는 아즈치모모야마 시대부터 에도 시대 전기까지의 무장으로 우에스기씨의 가신이다. 오구니 시게요리의 양자로 입적하였으며 나오에 가네쓰구의 친동생이다.